# Byzantinische Münzen in Estland

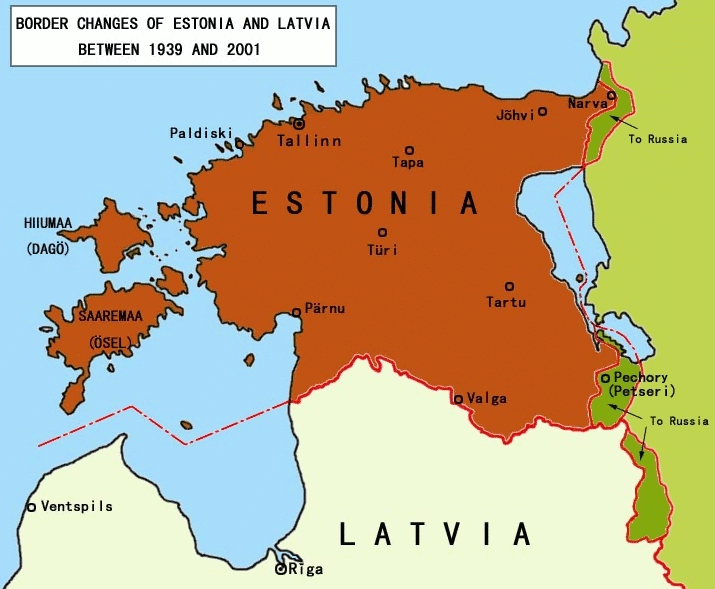
Estland

Bisher sind 215 byzantinische Münzen in Estland gefunden worden. Bis auf eine Ausnahme (Bronze) sind es Silbermünzen. Die Mehrheit datiert von 945 bis 989 n. Chr., vor allem aus der Zeit von Basileios II. (976–1025). Der Zustrom von Münzen an die Ostsee entspricht dem Zustrom islamischer Münzen (Dirhems der Abbasiden, Büjiden und Hamdaniden) nach Konstantinopel. Die byzantinischen Münzen bilden auch in Estland nur eine Beimischung innerhalb der arabischen Silbermünzen, vor allem aus Mesopotamien.

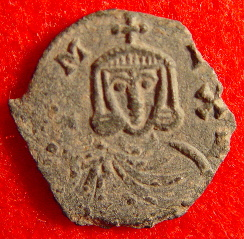
Münze Michaels I., von 811 bis 813 byzantinischer Kaiser

Byzantinische Münzen bilden einen kleinen, aber charakteristischen Teil wikingerzeitlicher Münzen im Ostseeraum. Außerordentlich häufig sind sie in Schweden (besonders auf Gotland)., aber auch die Münzdepots Deutschlands, Dänemarks, Finnlands, Lettlands, Polens und Russlands enthalten byzantinische Münzen.
Abgesehen von wenigen früheren und späteren Münzen sind die im Ostseegebiet gefundenen byzantinischen Prägungen fast ausschließlich silberne Miliaresen, die in den Schatzfunden (mit Ausnahmen) nie zahlreich vertreten sind. In ihrer Masse stammen sie aus dem Zeitraum, der mit Konstantin VII. und Romanos II. (945–959) beginnt und mit Basileios II. und Konstantin VIII. (977–989) endet. Etwa 60 % der Münzen gehören in die Regierungszeit Basileios II. Ihr Zufluss nach Norden muss etwa 45 Jahre angedauert haben. Die einzige Abweichung ist der „Schatz von Ochsarve“ mit 112 Münzen von Konstantin IX. (1042–1055).
Aus Estland stammt der größte Fund byzantinischer Münzen im Norden, der Fund von Wella, der mindestens 143 Miliaresion (ursprünglich wohl bis zu 300) enthielt, von denen die meisten in die Zeit Basileios II. gehören. Die Situation in Estland entspricht dem Fundmuster im Ostseeraum.